# Karoline Jagemann
Henriette Karoline Friedericke Jagemann (Weimar, 25 gennaio 1777 – Dresda, 10 luglio 1848) è stata una cantante e attrice teatrale tedesca.

## Biografia
Era la figlia dello studioso e bibliotecario Christian Joseph Jagemann e sorella di Ferdinand Jagemann.
Nel 1790 iniziò a prendere lezioni di recitazione e canto, debuttando nel 1792 nell'Oberon di Paul Wranitzky e nel 1797 debuttò come cantante al teatro di Weimar.
Insieme al soprano Henriette Eberwein, il tenore Karl Melchior Jakob Moltke e il bassista Karl Stromeier faceva parte del "Weimar Quartet".

## Amante reale
Conobbe il duca Carlo Augusto di Sassonia-Weimar-Eisenach a casa di Christiane Friederike von Löwenstern, moglie del consigliere Paul von Löwenstern. Così divenne l'amante del duca, che la nominò "baronessa von Heygendorff" nel 1809. Da questa relazione nacquero tre figli:
- Karl Wolfgang Freiherr von Heygendorff (25 dicembre 1806-17 febbraio 1895)
- August von Heygendorff (10 agosto 1810-23 gennaio 1874)
- Mariana von Heygendorff (8 aprile 1812-10 agosto 1836), sposò Daniel, barone Tindal

I suoi figli sono stati inclusi nella nobiltà del Granducato.

## Morte
Nello 1809 Karoline divenne direttore del teatro dell'opera e dopo il ritiro dal teatro di Goethe, divenne amministratore unico del teatro di corte. Dopo la morte di Carlo Augusto nel 1828, Karoline si ritirò dalle scene e visse i suoi ultimi anni con il figlio a Dresda.